# UFC 122
UFC 122: Marquardt vs. Okami var en mixed martial arts-gala som hölls av Ultimate Fighting Championship (UFC) den 13 november 2010 i Oberhausen i Tyskland. Huvudmatchen var mellan Nate Marquardt och Yushin Okami.
UFC 122 var organisationens andra besök i Tyskland, första gången var UFC 99 som hölls i Köln i juni 2009. Efter UFC 99 förbjöds TV-sändningar från UFC i Tyskland i mars 2010 då tävlingarna ansågs innehålla för mycket våld. Detta gjorde att UFC 122 inte sändes på tysk TV, i USA sändes galan av Spike TV.

## Resultat

### Underkort
| Rapport | Kris McCray | Weltervikt                                     | Carlos Eduardo Rocha |  |
| Rapport |             | Segrare: submission (knälås) efter 2:36 rond 1 |                      |  |

| Rapport | Seth Petruzelli | Lätt tungvikt                        | Karlos Vemola |  |
| Rapport |                 | Segrare: KO (slag) efter 3:46 rond 1 |               |  |

| Rapport | Kyle Noke                                                | Mellanvikt | Rob Kimmons |  |
| Rapport | Segrare: Submission (Rear-naked choke) efter 1:33 rond 2 |            |             |  |

| Rapport | Pascal Krauss              | Weltervikt            | Mark Scanlon |  |
| Rapport | Segrare: enhälligt domslut | (30-27, 30-27, 30-27) |              |  |

| Rapport | Vladimir Matyushenko                  | Lätt tungvikt | Alexandre Ferreira |  |
| Rapport | Segrare: TKO (slag) efter 2:20 rond 1 |               |                    |  |

### Huvudkort
| Rapport | Duane Ludwig           | Weltervikt            | Nick Osipczak |  |
| Rapport | Segrare: delat domslut | (28-29, 29-28, 29-28) |               |  |

| Rapport | Krzysztof Soszynski        | Lätt tungvikt         | Goran Reljic |  |
| Rapport | Segrare: enhälligt domslut | (30-27, 30-27, 30-27) |              |  |

| Rapport | Amir Sadollah              | Weltervikt            | Peter Sobotta |  |
| Rapport | Segrare: enhälligt domslut | (30-27, 30-27, 30-27) |               |  |

| Rapport | Dennis Siver                                             | Lättvikt | Andre Winner |  |
| Rapport | Segrare: submission (rear-naked choke) efter 3:37 rond 1 |          |              |  |

| Rapport | Nate Marquardt | Weltervikt            | Yushin Okami               |  |
| Rapport |                | (28-29, 28-29, 27-30) | Segrare: enhälligt domslut |  |

## Bonusar
En bonus på $60,000 delas ut till Kvällens match, Kvällens knockout samt Kvällens submission.
- Kvällens match: Pascal Krauss mot Mark Scanlon
- Kvällens knockout: Karlos Vemola
- Kvällens submission: Dennis Siver